# Зиглер, Тоби
Тоби Зиглер (Toby Ziegler, род. 1972, Лондон, Великобритания) — современный английский художник, скульптор.
Зиглер создаёт скульптуры при помощи специальной компьютерной программы, помогающей перевести плоское изображение в трёхмерную форму. Художник пришёл к этому во время творческого кризиса, настигшего его в середине 90-х после окончания художественной школы Central St Martins Art School. Он был разочарован в искусстве и пытался преодолеть это, создавая схематические изображения и скульптуры собственными руками, что привело к появлению уникального собственного стиля.

## Образование
- 1991 - 1994 Fine Art Central St. Martin’s

## Персональные выставки
- 2008  Toby Ziegler: The Liberals, Simon Lee Gallery, Лондон
- 2008  Toby Ziegler: Danish Pastry / Rose of Mohammed, Parkhaus im Malkastenpark, Дюссельдорф
- 2008  Toby Ziegler: The Subtle Power of Spiritual Abuse, Patrick Painter Inc, Лос-Анджелес
- 2007 	Toby Ziegler, Longside Gallery, Yorkshire Sculpture Park, Wakefield
- 2006 	Toby Ziegler, Simon Lee Gallery, Лондон
- 2005 	Enter Desire, Chisenhale Gallery, Лондон

## Публичные коллекции
- Arad Collection, Лондон
- Arts Council, Великобритания
- Birmingham Museum and Art Gallery, Бирмингем
- The British Council, Великобритания
- British Airways Collection, Лондон
- Contemporary Arts Society, Лондон
- James Moores Collection, Ливерпуль
- Kadist Art Foundation, Париж
- Museum of Old and New Art, Tasmania, Австралия
- The Saatchi Gallery, Лондон
- Tate Gallery, Лондон
- The West Collection, S.E.I, Филадельфия
- Walsall New Art Gallery, Уолсолл